# Йежи Гротовски
Йѐжи Ма̀риан Грото̀вски (на полски: Jerzy Marian Grotowski) е полски режисьор, теоретик на театъра, педагог, автор на метод за актьорска игра.

## Биография
Йежи Гротовски е роден в Жешув през 1933 г. Годините на Втората световна война прекарва заедно с майка си и брат си в с. Ненадувка близо до родния си град. След матурата кандидатства в три различни специалности: ориенталистика, медицина и театър. През1955 г. завършва Актьорско майсторство във Висшето държавно театрално училище „Лудвик Солски“ в Краков. През 1955 – 56 г. следва режисура в Москва, където се запознава с техниките на Станиславски и Мейерхолд. През 1956 – 1960 г. преподава в краковската театрална школа, където същевременно следва режисура. През 1957 г. дебютира в Стария театър в Краков с пиеса на Йожен Йонеско.
През 1959 г. се пренася в Ополе, където става художествен директор на Театър 13 реда. След ликвидирането му се пренася във Вроцлав, където продължава дейността на Театър Лаборатория 13 реда. Представления като „Акрополис“ (1962), „Трагичната история на д-р Фауст“ (1963), „Вечният принц“ (1965) и „Apocalipsis cum figuris“ (1969) му носят международна слава. През 70-те години Гротовски се оттегля от активна театрална дейност. Отдава се на изследвания върху азиатската култура. Посещава Централна Азия, Китай и Индия. От 1975 година организира редица проекти за подготовка на актьори и театрални пърформанси, например „Special Project“ (от 1974), „Начинание Планина“ (1977), „Театър на корените“ (1978 – 1980), „Performer“ (1987). След обявяване на военното положение в Полша, през 1982 г. Гротовски емигрира в Съединените щати. Преподава в Калифорнийския университет. Книгата му „Към бедния театър“ е публикувана на 16 езика, но приживе не успява да я издаде на родния си полски. Удостоен е с редица престижни награди и отличия, сред които докторат honoris causa на Вроцлавския университет, New School for Social Research в Ню Йорк и Болонския университет, професорска титла от Колеж дьо Франс, наградите на американската фондация „Макартър“ и полската „Култура“. Умира през 1999 г. в Италия. 2009 г. е обявена за международна година на Гротовски.

## Концепции за театъра
В ополския си период Гротовски създава спектаклите „Задушница, Акрополис“ и „Студия върху Хамлет“, базирани на текстове на Мицкевич, Словацки и Виспянски, като предлага контрапункт на утвърдения в полската режисьорска традиция монументален театър. Вроцлавския театър, в който работи от 1965 г. нарича Институт за изследвания върху методиката на актьорската игра. През 1965 г. в месечника „Одра“ публикува скицата „Към бедния театър“, която обобщава възгледите му за театъра от този период.
Гротовски защитава правото на режисьора свободно да борави с авторския драматургичен текст. Обръща голямо внимание върху работата с тяло в актьорската игра, като провежда специални тренинги, базирани върху източни техники. Изследва отношенията между сцената и публиката, като отрежда активна роля на зрителя в театралното представление. Оттук се ражда и концепцията за активната култура, при която липсва разделение между творец/изпълнител и потребител на културата. През 1976 година Гротовски представя изследователска програма „Театър на корените“, която обединява театралния опит с постиженията на етнографията и културната антропология. Късните му проекти са насочени към програмите „Ритуално изкуство“ и „Обективна драма“, които търсят общи, универсални позиции и движения, свързани с ритуалната традиция.